# 霍杜爾基
50°46′10″N 27°28′20″E / 50.76944°N 27.47222°E
霍杜爾基（烏克蘭語：Ходурки），是烏克蘭北部的村莊，隸屬日托米爾州的茲維亞赫爾區。該村始建於1650年，面積1.19平方公里，海拔高度192米，2001年人口211，人口密度每平方公里177.91人。